# Per Daniel Amadeus Atterbom
Per Daniel Amadeus Atterbom (Åsbo, 19 januari 1790 – Stockholm, 21 juli 1855) was een Zweeds romantisch dichter, hoogleraar en lid van de Zweedse Academie. 

## Biografie
Atterbom studeerde tussen 1805 en 1815 aan de universiteit van Uppsala, waar hij in 1828 hoogleraar filosofie zou worden. Als student werd hij beïnvloed door de Duitse idealistische stroming waarvan Fichte, Schelling en Hegel de belangrijkste exponenten waren. Met gelijkgezinden richtte de jonge Atterbom in 1807 het literaire genootschap Musis Amici op, een jaar later omgedoopt tot Auroraförbundet. Het genootschap gaf een tijdschrift uit, Phosphoros (1810-13), waarvan de bijdragers als 'fosforisten' aangeduid werden. Atterbom keerde zich in dit periodiek en in de Svensk Literaturtidning tegen de oude classicistische literatuur.
De belangrijkste dichtbundel van Per Daniel Amadeus Atterbom is het sprookjesachtige Lycksalighetens ö ('Het eiland van gelukzaligheid'), waarin koning Astolf zijn noordelijke koninkrijk in de steek laat op zoek naar sensuele schoonheid en poëtische fantasie. 
Op latere leeftijd onderscheidde Atterbom zich als literair historicus met het zesdelige  Svenska siare och skalder ('Zweedse zieners en dichters'), waarin hij de levens van een groot aantal Zweedse literatoren beschreef. 